# Джахан Гасан кизи Ахадова
Джахан Гасан кизи Ахадова, до шлюбу Азімова (азерб. Cahan Həsən qızı Əzimova; нар. 13 вересня 1932, Огузький район, Азербайджанська СРР, Закавказька СФРР, СРСР) — радянська азербайджанська тютюноводка, Герой Соціалістичної Праці (1949).

## Життєпис
Джахан Азімова народилася 13 вересня 1932 року у селі Кюрд Куткашенського району Азербайджанської РСР (нині Габалинський район Казахстану). У 1948—1955 роках працювала ланковою колгоспу «Шарк», з 1955 року — тютюноводом колгоспу імені Низамі Куткашенського району Азербайджанської РСР. 1948 року 16-річна Джахан Азімова отримала високий урожай тютюну сорту «Трапезонд» — по 26,1 центнерів з гектару на площі 3 гектари.
Указом Президії Верховної Ради СРСР від 1 липня 1949 року за отримання у 1948 році високих урожаїв тютюну Азимовій Джахан Гасан кизи присвоєно звання Героя Соціалістичної Праці з врученням ордена Леніна та золотої медалі «Серп і Молот».